# Campionat d'Espanya de trial 2016
La temporada de 2016 del Campionat d'Espanya de trial fou la 49a edició d'aquest campionat, organitzat per la Reial Federació Motociclista Espanyola. El calendari oficial constava de 8 proves puntuables, celebrades entre el 31 de gener i el 13 de novembre. 3 de les proves programades es disputaren als Països Catalans: La Nucia (31 de gener), Sant Joan (29 de març) i Bocairent (13 de març).

## Classificació final
| Posició | Pilot            | Motocicleta | Punts |
| ------- | ---------------- | ----------- | ----- |
| 1       | Toni Bou         | Montesa     | 120   |
| 2       | Adam Raga        | TRRS        | 92    |
| 3       | Albert Cabestany | Sherco      | 77    |
| 4       | Jorge Casales    | Beta        | 72    |
| 5       | Jaime Busto      | Montesa     | 71    |
| 6       | Jeroni Fajardo   | Vertigo     | 63    |
| 7       | Miquel Gelabert  | Sherco      | 59    |
| 8       | Arnau Farré      | Gas Gas     | 52    |
| 9       | Oriol Noguera    | Montesa     | 44    |
| 10      | Pol Tarrés       | TRRS        | 15    |

## Categories inferiors

### TR2
| Posició | Pilot            | Motocicleta | Punts |
| ------- | ---------------- | ----------- | ----- |
| 1       | Marc Riba        | Gas Gas     | 123   |
| 2       | Samuel Obradó    | Beta        | 112   |
| 3       | José María Moral | Beta        | 111   |

### TR3
| Posició | Pilot          | Motocicleta | Punts |
| ------- | -------------- | ----------- | ----- |
| 1       | Francesc Recio | Montesa     | 132   |
| 2       | Sergio Puyo    | Sherco      | 125   |
| 3       | Guillerm Soler | Gas Gas     | 97    |

### Altres
| Categoria | Guanyador    | Motocicleta |
| --------- | ------------ | ----------- |
| TR4       | David Oliver | Gas Gas     |
| Veterans  | Joan Miquel  | Sherco      |
| Júnior    | Pablo Suárez | Sherco      |
| Cadet     | Martín Riobo | Gas Gas     |
| Juvenil A | Àlex Canales | Sherco      |
| Juvenil B | Oriol Giró   | Beta        |

## Classificació per marques
| Posició | Marca       | Punts |
| ------- | ----------- | ----- |
| 1       | Beta Trueba | 343   |
| 2       | Sherco      | 309   |
| 3       | Gas Gas     | 253   |
| 4       | Montesa     | 111   |
| 5       | TRRS        | 19    |
| 6       | Vertigo     | 9     |